# Сантус-Думонт (Минас-Жерайс)
Сантус-Думонт (порт. Santos Dumont) — муниципалитет в Бразилии, входит в штат Минас-Жерайс. Составная часть мезорегиона Зона-да-Мата. Входит в экономико-статистический микрорегион Жуис-ди-Фора. Население составляет 49 137 человек на 2006 год. Занимает площадь 637,377 км². Плотность населения — 75,5 чел./км².

## История
Город основан 27 июля 1889 года. 

## Статистика
- Валовой внутренний продукт на 2003 год составляет 263 948 373,00 реалов (данные: Бразильский институт географии и статистики).
- Валовой внутренний продукт на душу населения на 2003 год составляет 5554,59 реалов (данные: Бразильский институт географии и статистики).
- Индекс развития человеческого потенциала на 2000 год составляет 0,766 (данные: Программа развития ООН).

## География
Климат местности: горный тропический.